# Zarétxie (Krasnodar)
Zarétxie - Заречье (rus) - és un poble del krai de Krasnodar, a Rússia. Es troba als vessants meridionals de l'extrem oest del Caucas occidental, a la vora esquerra del riu Tuapsé, davant de Prígorodni, a 3 km al nord-est de Tuapsé i a 103 km al sud de Krasnodar.
Pertany al poble de Tsipka.